# Formació professional
La formació professional és el conjunt d'ensenyaments que preparen per a desenvolupar un ofici. En alguns països s'anomena educació vocacional. Combina formació teòrica i pràctica, part de la qual té lloc en empreses acreditades. Segueix l'educació secundària i no és obligatòria.
Va néixer per encabir dins l'educació formal aquells aprenentatges que es feien directament al lloc de treball, hereus de la tradició medieval dels artesans i els gremis. Així, s'assegurava una formació teòrica que permetés dispensar un títol i donar vàlua a aquest saber, tradicionalment menystingut enfront del més acadèmic (usualment representat pel batxillerat o l'educació superior).
A Espanya abans s'anomenava FP i comprenia dos cicles, fent un total de cinc anys. Actualment, des de la implantació de la LOGSE, es divideix en tres tipus: la formació professional específica, la contínua (la que es fa des dels propis centres de treball) i l'ocupacional (destinada a persones en atur). L'FP específica es duu a terme dins dels cicles formatius (o mòduls en la reforma experimental). El cicle de grau mitjà segueix a l'ESO i els alumnes han de tenir 16 anys per cursar-lo. El cicle de grau superior ve després del batxillerat. Cada cicle dura un o dos anys i s'adscriu a una família d'oficis.

## Com accedir-hi
Hi ha diferents formes d'accedir als dos nivells d'estudis d'FP actuals, els Cicles Formatius de Grau Mitjà i els Cicles Formatius de Grau Superior, que la LOE recull.
Accés al CFGM: 
1. Títol Graduat en ESO.
2. Superant una prova (amb més de 17 anys, que es pot preparar amb els PQPI o en escoles d'adults).
3. Superant la prova de majors de 25 anys per a accedir a la universitat.

Accés a CFGS:
1. Títol de Batxillerat.
2. Superant una prova (amb més de 19 anys, que es pot preparà amb els PQPI o en escoles d'adults).
3. Superant la prova de majors de 25 anys per accedir a la universitat.

## Tipus
Els estudis de FP estan dividits en 26 famílies:
Agrària, 
Marítim-Pesquera, 
Indústries Alimentàries, 
Química,
Imatge Personal, 
Sanitat, 
Seguretat i Medi Ambient,
Fabricació Mecànica, 
Instal·lació i Manteniment, 
Electricitat i Electrònica, 
Energia i Aigua, 
Transport i Manteniment de 
Vehicles, 
Indústries Extractives, 
Edificació i Obra Civil, 
Vidre i Ceràmica, 
Fusta, Moble i Suro, 
Tèxtil, Confecció i Pell, 
Arts Gràfiques, 
Imatge i So, 
Informàtica i Comunicacions, 
Administració i Gestió, 
Comerç i màrqueting, 
Serveis Socioculturals i a la Comunitat, 
Hostaleria i Turisme, 
Activitats Físiques i Esportives i 
Arts i Artesanies.

## PQPI
Un altre tipus de formació són els coneguts PQPI (Programes de Qualificació Professional Inicial). És una formació que va destinada a joves que no graduen l'ESO. És un tipus d'ensenyament pràctic, vinculat a un ofici (fuster, flequer, electricista, etc.) amb una part de formació més genèrica que s'anomena "compensatòria", ja que realitzant aquest curs després es poden preparar l'accés a Cicles formatius de Grau Mitjà.
Abans els PQPI tenien una altra nomenclatura: PGS (Programes de Garantia Social).
En molts països s'aposta per introduir nocions de formació professional dins de l'ensenyament obligatori, per a preparar millor els alumnes per a la vida laboral i ajudar-los a triar una professió.